# Merkmal (GIS)
Als Merkmal (engl. Feature) wird in einem Geoinformationssystem (GIS) die kleinste, fachlich sinnvolle Einheit innerhalb eines raumbezogenen Datenbestandes (Geodaten) bezeichnet. Feature kann in diesem Kontext am einfachsten mit Fachobjekt übersetzt werden. Fachobjekte in Geoinformationssystemen verfügen in der Regel über einen Raumbezug, der durch Koordinaten angegeben wird und durch weitere semantische Attribute (z. B. den Namen des Feature) ergänzt werden kann.
Features können zu einer Feature-Class (Merkmalsklasse) zusammengefasst werden. Dabei sind der Geometrietyp (Punkt, Linie oder Fläche), der Raumbezug und die Attribute der Features gleich. Beispielsweise bildet ein Gebäudedatensatz eine Feature-Class mit den einzelnen Gebäuden als Features. Alle Gebäude sind flächig modelliert und haben dasselbe Attributfeld (Gebäudehöhe, Errichtungsdatum, Name etc.), können aber unterschiedliche Attributwerte haben.
Der Aufbau von Merkmalen in Geoinformationssystemen ist mittlerweile international genormt (siehe z. B. Open Geospatial Consortium) und durch das General Feature Model vorgegeben.